# Рудка-Скрода
Рудка-Скрода (пол. Rudka-Skroda) — село в Польщі, у гміні Малий Плоцьк Кольненського повіту Підляського воєводства.
Населення — 80 осіб (2011).
У 1975-1998 роках село належало до Ломжинського воєводства.

## Демографія
Демографічна структура станом на 31 березня 2011 року:
|          | Загалом | Допрацездатний вік | Працездатний вік | Постпрацездатний вік |
| -------- | ------- | ------------------ | ---------------- | -------------------- |
| Чоловіки | 44      | 4                  | 34               | 6                    |
| Жінки    | 36      | 6                  | 24               | 6                    |
| Разом    | 80      | 10                 | 58               | 12                   |